# Оскар Руджері
Оскар Руджері (ісп. Oscar Ruggeri; нар. 26 січня 1962, Росаріо) — колишній аргентинський футболіст, що грав на позиції захисника. По завершенні ігрової кар'єри — футбольний тренер.
Виступав, зокрема, за клуби «Бока Хуніорс», «Рівер Плейт», «Реал Мадрид» та «Сан-Лоренсо», вигравши з кожним з цих клубів національний чемпіонат, а з «Рівером» ще й ставав володарем Кубка Лібертадорес, Міжконтинентального кубка та Міжамериканського кубка. У складі національної збірної Аргентини — чемпіон світу, дворазовий володар Кубка Америки, володар Кубка Конфедерацій та Кубка Артеміо Франкі, ключовий гравець оборони в чемпіонській команді. Один з найвидатніших захисників в історії аргентинського футболу. 1991 року був визнаний футболістом року в Південній Америці.

## Клубна кар'єра
Оскар Руджері народився в Росаріо. Почав займатись футболом в місцевих командах «General Paz Junior's de Còrdoba» та «Rosario Central de Rosario», після чого підліток поїхав в Буенос-Айрес, щоб вступити в молодіжну команду «Бока Хуніорс», за яку він вболівав з дитинства.
8 червня 1980 року дебютував в основній команді «Боки» в матчі проти «Ньюелз Олд Бойз», який його клуб виграв з рахунком 3-0. Через місяць Руджері забив свій перший гол — 9 липня гол Оскара приніс перемогу його команді над «Колоном» з Санта-Фе (1:0). Всього за «Бока Хуніорс» взяв участь у 155 матчах чемпіонату. Більшість часу, проведеного у складі «Бока Хуніорс», був основним гравцем захисту команди та 1981 року виграв чемпіонат Аргентини з командою на чолі з Сільвіо Марсоліні та партнерами Дієго Марадоною і Мігелем Анхелем Бріндісі.
1985 року Руджері заробив вічну ненависть багатьох фанатів «Бока» після переходу безпосередньо до стану їхніх заклятих суперників «Рівер Плейт», разом з партнером по команді Рікардо Гарекою. У складі «мільйонерів» Руджері взяв участь в 94 офіційних матчах і забив 5 голів. Цей період для Оскара став найкращим в плані здобуття титулів: 1986 року клуб виграв національний чемпіонат, Кубок Лібертадорес і Міжконтинентальний кубок, а 1987 ще й Міжамериканський кубок.
В середині 1988 року Руджері покинув «Рівер» і відправився до Іспанії, де став грали провідну роль у скромному клубі «Логроньєс», зігравши за сезон у 34 іграх чемпіонату.
Влітку 1989 року за сто мільйонів песет та відданого в оренду захисника Хуана Хосе Македу, південноамериканець, визнаний найкращим легіонером Ла Ліги 1988/89, перебрався в «Реал Мадрид». В складі «вершкових» Руджері також зразу став основним захисником, зігравши за сезон 31 матч і забив два голи, допомігши столичній команді вкотре стати чемпіоном Іспанії. Але кар'єра аргентинця на Бернабеу тривала недовго, всього лише один рік. Точні причини відходу Оскара Руджері зі стану королівського клубу невідомі, хоча іспанська преса припускає, що, будучи лідером за природи, вихованець Бока Жуніорс не ужився з харизматичними особистостями в мадридської команди, такими, як Чендо, Мануель Санчіс та Еміліо Бутрагеньйо.
Після титул, завойованого в іспанській столиці, 1990 року вирішив повернутися на батьківщину, де став виступати за «Велес Сарсфілд», зігравши 65 матчів за два сезони, в яких забив 5 голів.
Влітку 1992 року Руджері вдруге вирішив відправитись в Європу, цього разу підписавши контракт з італійським клубом «Анкона», де, щоправда, провів тільки 7 ігор і забив один гол. Причиною відходу з клубу став матч проти «Фіорентіни», де Руджері мав знешкодити лідера суперників Габріеля Батістуту. Попри те, що Руджері зміг впоратись з бомбардиром, «Анкона» у результаті поступилась 7:0, і після суперечки зі своїм тренером Руджері покинув Італію. Після цього епізоду, в тому ж році він підписав контракт з мексиканською «Америкою», де провів 27 матчів, забив 4 голи й виграв Лігу чемпіонів КОНКАКАФ.
1994 року Руджері повертається до Аргентини, підписавши контракт з «Сан-Лоренсо». У новому клубі Оскар зіграв 111 матчів і забив 10 голів. 1995 року допоміг команді стати чемпіоном Аргентини. Після конфлікту з керівництвом «Сан-Лоренсо» вирішує залишити «синьо-гранатових» і підписує контракт з "Ланос"м, де взяв участь лише в 13 іграх, проте дійшов з командою до фіналу Кубка КОНМЕБОЛ. Незабаром після поразки у фіналі бразильському «Атлетіку Мінейру» Оскар вирішив завершити ігрову кар'єру. Свій останній матч Руджері зіграв 7 грудня 1997 року, в якому «Ланус» розгромив «Естудьянтес» 3:0.

## Виступи за збірну
12 травня 1983 року дебютував в офіційних матчах у складі національної збірної Аргентини в грі проти збірної Чилі під технічним керівництвом тренера Карлоса Білардо.
1986 року Руджері був включений до заявки збірної на чемпіонат світу в Мексиці. На турнірі Оскар вже в першому матчі забив гол, який допоміг обіграти латиноамериканцям збірну Південної Кореї (3:1). Надалі Руджері був основним гравцем захисту команди, зігравши в усіх семи матчах, в тому числі й в переможному фіналі проти збірної ФРН.
Наступного року був основним захисником на домашньому Кубку Америки, де зіграв в усіх чотирьох матчах і посів з командою четверте місце. На наступній континентальній першості 1989 року аргентинці з Руджері виступили трохи краще, здобувши третє місце, а Оскар зіграв у п'яти матчах.
На другому для себе «мундіалі», що відбувся 1990 року, Руджері грав з травмою коліна, операція на якому була запланована після завершення турніру. Через це у фінальному матчі проти ФРН Руджері змушений був покинути поле в перерві, а змінивший його Педро Монсон в другому таймі отримав червону картку. У підсумку аргентинці програли 0:1 і не змогли захистити титул.
1991 року, після 32 років без перемог у континентальних змаганнях, Аргентина за капітанства Оскара Руджері здобуває Кубок Америки в Чилі. За це уругвайська газета El País визнала Оскара футболістом року в Південній Америці, а також включила його в символічну збірну року.
Перемога на кубку Америки дозволила аргентинцям наступного року взяти участь у першому Кубку конфедерацій, який тоді мав назву Кубок короля Фахда і проходив у Саудівській Аравії. Латиноамериканці спочатку розгромили 4:0 чемпіонів Африки Кот-д'Івуар, а потім у фіналі здолали господарів турніру 3:1 та здобули історичний перший кубок конфедерацій.
24 лютого 1993 року збірна Аргентини вдома на Мар-дель-Плата провели матч на Кубок Артеміо Франкі проти збірної Данії. Трофей розігрувався між європейським та південноамериканським чемпіоном, і Аргентина в серії пенальті здобула і цей трофей, проте Руджері в ньому участі не брав. Влітку того ж року на розіграші Кубка Америки 1993 року в Еквадорі аргентинці захистили свій трофей, обігравши в фіналі мексиканців 2:1.
Останнім великим турніром для Оскара став чемпіонат світу 1994 року у США, на якому «біло-блакитні» виступили край невдало, посівши у групі низьке третє місце, а в 1/8 фіналу поступились 2:3 збірній Румунії. Цей матч, зіграний 3 липня, став останнім для Руджері у футболці збірної.
Протягом кар'єри у національній команді, яка тривала 12 років, провів у формі головної команди країни 97 матчів, забивши 7 голів.

## Кар'єра тренера
Розпочав тренерську кар'єру невдовзі по завершенні кар'єри гравця, 1998 року, очоливши тренерський штаб клубу «Сан-Лоренсо», де працював до 2001 року.
Надалі очолював мексиканські клуби «Гвадалахара» та «Естудіантес Текос», після чого повернувся на батьківщину де недовго 2003 року тренував «Індепендьєнте» (Авельянеда). Того ж року став тренером клубу іспанської Сегунди «Ельче», проте і тут з командою досягти значних результатів не зміг.
Останнім місцем тренерської роботи Руджері був клуб «Сан-Лоренсо», який Оскар недовго очолював як головний тренер 2006 року.
Після цього Руджері остаточно залишив футбол і вирішив присвятити себе дітям (сини Стефан та Федеріко пішли стопами батька) та телебаченню — він веде аналітичну футбольну програму «Ель шоу дель футбол».

## Статистика виступів
| Сезон     | Команда          | Ігор | Голів |
| --------- | ---------------- | ---- | ----- |
| 1980      | «Бока Хуніорс»   | 21   | 2     |
| 1981      | «Бока Хуніорс»   | 31   | 1     |
| 1982      | «Бока Хуніорс»   | 43   | 3     |
| 1983      | «Бока Хуніорс»   | 19   | 1     |
| 1984      | «Бока Хуніорс»   | 28   | 1     |
| 1985      | «Бока Хуніорс»   | 13   | 1     |
| 1985-1986 | «Рівер Плейт»    | 35   | 1     |
| 1986-1987 | «Рівер Плейт»    | 18   | 1     |
| 1987-1988 | «Рівер Плейт»    | 28   | 2     |
| 1988-89   | «Логроньєс»      | 34   | 1     |
| 1989-90   | «Реал Мадрид»    | 31   | 2     |
| 1990-1991 | «Велес Сарсфілд» | 31   | 1     |
| 1991-1992 | «Велес Сарсфілд» | 24   | 4     |
| 1992-93   | «Анкона»         | 7    | 1     |
| 1992-1993 | «Америка»        | 27   | 4     |
| 1994      | «Сан-Лоренсо»    | 22   | 1     |
| 1995      | «Сан-Лоренсо»    | 35   | 3     |
| 1996      | «Сан-Лоренсо»    | 27   | 5     |
| 1997      | «Сан-Лоренсо»    | 17   | 1     |
| 1997      | «Ланус»          | 13   | 2     |
| Всього    | Всього           | 504  | 38    |

| Збірна Аргентини | Збірна Аргентини | Збірна Аргентини |
| Роки             | Ігри             | Голи             |
| ---------------- | ---------------- | ---------------- |
| 1983             | 4                | 0                |
| 1984             | 5                | 1                |
| 1985             | 7                | 1                |
| 1986             | 10               | 1                |
| 1987             | 7                | 0                |
| 1988             | 7                | 1                |
| 1989             | 6                | 0                |
| 1990             | 9                | 0                |
| 1991             | 13               | 1                |
| 1992             | 6                | 0                |
| 1993             | 14               | 1                |
| 1994             | 9                | 1                |
| Всього           | 97               | 7                |

## Титули й досягнення
| - Чемпіон Аргентини (3): «Бока Хуніорс»: Метрополітано 1981 «Рівер Плейт»: 1985-86 «Сан-Лоренсо»: Клаусура 1995 - Чемпіон Іспанії (1): «Реал Мадрид»: 1990 - Володар Кубка Лібертадорес (1): «Рівер Плейт»: 1986 - Володар Міжконтинентального кубка (1): «Рівер Плейт»: 1986 - Володар Міжамериканського кубка (1): «Рівер Плейт»: 1986 - Володар кубка чемпіонів КОНКАКАФ (1): «Америка»: 1992 | - Чемпіон світу (1): Аргентина: 1986 - Віце-чемпіон світу (1): Аргентина: 1990 - Володар Кубка Америки (2): Аргентина: 1991, 1993 - Бронзовий призер Кубка Америки (1): Аргентина: 1989 - Володар Кубка Короля Фахда (1): Аргентина: 1992 - Премія Don Balón найкращому легіонеру чемпіонату Іспанії: 1989 - Футболіст року в Південній Америці: 1991 - Футболіст року в Аргентині: 1991 - Спортсмен року в Аргентині: 1991 |